# أورزياس لاتيبس
أورزياس لاتيبس (بالإنجليزية: Japanese killifish)‏، (الاسم العلمي  Oryzias latipes) هي سمكة توجد في اليابان، الصين، كوريا، وفييتنام حيث تسكن المياه بطيئة الحركة، كما أنها قدمت لايران وتركمنستان. يصل أقصى حجم لها إلى 4 سمـ وتحتاج درجة حرارة من 18 - 24 مؤوية، ودرجة حموضة من 7,0 - 8,0. تستطيع السمكة التنقل بين المياه العذبة والمالحة في جزء من دورة حياتها. السمكة مسالمة جدا وتصلح أن تربى مع الأسماك المسالمة الأخرى التي في نفس الحجم. التزاوج ليس سهل أن يحدث ولكن الذكور يكونون أكثر نحفا من الإناث، أما الزعنفة الظهرية والشرجية لدى الذكور أكبر من مثيلتها عند الإناث.